# Heró d'Atenes
Heró d'Atenes (en llatí Heron, en grec antic Ἥρων) fou un retòric grec nascut a Atenes i fill de Cotis.
Segons Suides va escriure comentaris sobre Deinarc, Heròdot, Tucídides, i Xenofont. També va escriure una obra sobre els noms familiars a Atenes, titulada Αἱ ἐν Ἀθήναις δίκαι κεκριμένων Ὀνομάτων, en tres llibres, un epítom del llibre d'història d'Heràclides Pòntic i una obra sobre els antics oradors titulat Περὶ τῶν Ἀρχαίων Ρητόρων καὶ τῶν Λόγων οἷς ἐνίκησαν πρὸς ἀλλήλους ἀλωνιζόμενοι. No hi ha dades per determinar en quina època va viure. Fabricius l'inclou a la Bibliotheca Graeca, i Vossius al seu llibre De Historicis Græcis.